# Cryptogonium phyllogonioides
Cryptogonium phyllogonioides là một loài Rêu trong họ Pterobryaceae. Loài này được (Sull.) Isov. miêu tả khoa học đầu tiên năm 1986.